# Томсон, Джеймс (инженер)
Джеймс Томсон (16 февраля 1822, Белфаст — 8 мая 1892, Глазго) — британский инженер и физик.

## Биография
Как и его младший брат, лорд Кельвин, в очень раннем возрасте начал посещать занятия в университете Глазго, где его отец Джеймс Томсон был назначен профессором математики в 1832 году. После его окончания он решил изучать гражданское строительство и стал учеником в нескольких строительных организациях, работая успешно, но плохое здоровье вынудили его оставить их все, и он в итоге был вынужден смириться с фактом, что работа с физическими нагрузками не для него. Поэтому примерно с 1843 года он посвятил себя теоретической работе и механическим изобретениям.
Вернулся в Белфаст в 1851 году. С 1857 года — профессор гражданского строительства и топографии в Королевском колледже в Бельфасте, затем (с 1873 года) профессор прикладной механики в Глазго (сохранял эту должность до 1889 года, когда вышел в отставку из-за проблем со зрением). Известен работами по гидродинамике и теории турбин; в физике известен первыми наблюдениями над изменением температуры плавления под влиянием давления и выводом зависимости между температурой плавления и давлением из начал термодинамики.